# The Lonely Goatherd
The Lonely Goatherd è una canzone tratta dal musical The Sound of Music, nella quale viene usato lo jodel. 
Questa canzone racconta la storia curiosa di un capraio il cui jodel si sente da molto lontano ed è ascoltato dai passanti, finché si innamora di una ragazza dal cappotto rosa pallido, che assieme alla madre si unisce allo jodel.  
La canzone è stata sistemata in varie scene del musical, in funzione delle varie versioni prodotte negli anni. Nella prima produzione originale di Broadway del 1959, Maria von Trapp (interpretata da Mary Martin) canta la canzone nella camera da letto dei bambini per confortarli durante un temporale, mentre nel film del 1965 Maria (interpretata da Julie Andrews) ed i bambini, la cantano durante uno spettacolo di marionette realizzato da loro per il Capitano. (Una differente canzone, "My Favorite Things", venne inserita nel film e cantata nella camera da letto dei bambini.)
Molte delle successive produzioni teatrali, posero la canzone in diversi punti del musical. In quella del 1981 messa in scena nel West End di Londra, Maria ed i bambini la cantano al mercato, mentre nella versione del 1998 a Broadway, con Rebecca Luker venne inserita nel Concerto del Festival di Salisburgo. 
La canzone è un noto esempio di jodel, che è parte della tradizione musicale delle Alpi austriache, dove la musica è ambientata. I testi sono anche ben noti e spesso canticchiati, specialmente il verso iniziale, "Su sulle montagne era il pastore solitario."
Il titolo italiano ufficiale della versione contenuta nel film e interpretata da Tina Centi con le voci bianche di Renata Cortiglioni è Il pastore che pascolava.